# 安怀镇
安怀镇，是中华人民共和国广西壮族自治区贵港市平南县下辖的一个乡镇级行政单位。

## 行政区划
安怀镇下辖以下地区：
高荔村、旺官村、新益村、安怀村、德寨村、扶兰村、兰田村、福平村、罗平村、安全村、团罗村和梅龙村。